# Emjay Anthony
Emjay Anthony est un acteur américain né le 1er juin 2003 à Clearwater Beach en Floride.

## Filmographie

### Cinéma
- 2009 : Pas si simple : Pedro Adler
- 2013 : No Ordinary Hero: The SuperDeafy Movie : Dean
- 2014 : #Chef : Percy
- 2015 : Divergente 2 : L'Insurrection : Hector
- 2015 : Krampus : Max
- 2016 : Le Livre de la jungle : le jeune loup
- 2016 : Bad Moms : Dylan
- 2016 : Incarnate : Jake
- 2017 : Bad Moms 2 : Dylan
- 2018 : Replicas : Matt Foster

### Télévision
- 2012 : Grey's Anatomy : Oliver (1 épisode)
- 2012 : Applebaum : Sam
- 2013 : Mentalist : Marvin Pettigrew (1 épisode)
- 2014 : Rake : Adam Leon (6 épisodes)
- 2015 : Members Only : Evan
- 2016 : Donald Trump's The Art of the Deal: The Movie : le premier enfant
- 2017 : What Would Diplo Do? : Jackson (1 épisode)
- 2019 : Council of Dads : Theo Perry (1 épisode)
- 2024 : Hysteria! : Dylan Campbell